# Sebastian Günther Hager von Allentsteig
Sebastian Günther Hager von Allentsteig, (auch Haager von Altensteig; † 1620) war ein protestantischer Adeliger aus dem alten niederösterreichischen Adelsgeschlecht der Hager von Allentsteig. Er wurde 1620 hingerichtet.

## Leben
Sebastian Günther (* um 1570–1620) war der älteste Sohn von Sigmund II. Hager von Allentsteig (15. Februar 1547–1610) und dessen erster Ehefrau Juliana Althann (+ um 1591, Ehe 1668), Tochter des Georg von Althann von der Goldburg zu Murstetten und der Maria Anna Vogt von Schönau.
Sebastian Günther wurde 1605 Landesobristlieutenant in Österreich unter der Enns, 1618 Platzobrist in Wien.
Sebastian Günther unterstützte die protestantischen Lehre und schloss sich 1608 dem Horner Bund an und unterzeichnete den Bundbrief.
Hager soll bei der Sturmpetition 1619 mitgemacht habe. Dabei drangen protestantische Stände in Ferdinand’s II. Gemach ein, um ihn zur Unterschrift der Conföderationsakte der Österreicher mit den Böhmen zu zwingen, als Graf Thurn mit böhmisch-mährischen Truppen vor Wien stand (Johann Graf v. Mailath, 1853).
1620 verweigerte Sebastian Günther die Huldigung für den Kaiser. Wegen geheimer Verständigungen mit dem Heerführer der Aufständischen  Heinrich Matthias Graf von Thurn-Valsassina und verräterischer Anschläge wurde er 1620 vor dem kaiserliche Feldlager jenseits der Donau mit dem Strang hingerichtet.
Gut und Schloss Wetzdorf wurden konfisziert und seine Witwe Engelburg von Gera 1623 für ihre und ihrer Kinder Ansprüche mit Tausend Gulden entschädigt.

## Ehen und Kinder
Sebastian Hager heiratete am 16. Juni 1600 Englburg Herrin von Gera, Tochter von Franz von Gera und Emerenziana von Pirching, Witwe des Ehrnreich von Neydegg. Aus der Ehe gingen folgende Kinder hervor:
- Franz Sigismund und
- Sebastian starben vor 1624, beide als Obristen im 30-jährigen Krieg (nach Johann Graf v. Mailath, 1853)
- Eva Juliana ⚭ 1622 Franz Jakob Freiherr von Herberstein.